# Barmherzigkeitsrosenkranz

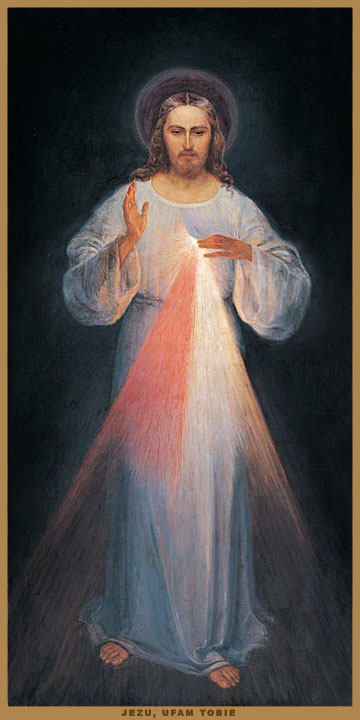
Das erste Bild vom Barmherzigen Jesus, gemalt von Eugeniusz Kazimirowski. Es trägt die Unterschrift: „Jesus, ich vertraue auf Dich.“

Der Barmherzigkeitsrosenkranz ist ein Gebet in der römisch-katholischen Kirche, das die Verehrung der Barmherzigkeit Gottes in Jesus Christus in den Mittelpunkt stellt. Es wird anhand des traditionellen Rosenkranzes mit 55 Perlen gebetet, enthält jedoch nicht die regelmäßige Abfolge von Ave Marias, sondern andere Gebetsformeln. 
Das Gebet basiert auf Visionen der polnischen Ordensschwester Faustyna Kowalska (1905–1938). Die Gebete des Barmherzigkeitsrosenkranzes sind an Gott den Vater und Jesus Christus, dargestellt oft im Bild des Barmherzigen Jesus, gerichtet und haben einen engen Zusammenhang mit der Eucharistiefeier.
Laut den Aufzeichnungen von Schwester Faustyna habe Jesus ihr in den Visionen gesagt: „Bete unablässig den Rosenkranz [zur Göttlichen Barmherzigkeit], den Ich dich gelehrt habe. Wer auch immer ihn beten wird, der erfährt in seiner Todesstunde Meine große Barmherzigkeit. Die Priester werden ihn den Sündern als letzten Rettungsanker reichen. Sollte es der verstockteste Sünder sein — falls er nur einmal diesen Rosenkranz betet, wird ihm die Gnade Meiner unendlichen Barmherzigkeit zuteil. Ich wünsche, dass die ganze Welt Meine Barmherzigkeit erkennt. Unbegreifliche Gnaden will ich jenen Seelen erteilen, die Meiner Barmherzigkeit Vertrauen schenken.“

## Aufbau des Barmherzigkeitsrosenkranzes
- Bei den ersten drei Perlen:
  - Vater unser
  - Ave Maria
  - Apostolisches Glaubensbekenntnis
- Bei den großen Perlen:

„Ewiger Vater, ich opfere Dir auf den Leib und das Blut, die Seele und die Gottheit Deines über alles geliebten Sohnes, unseres Herrn Jesus Christus, zur Sühne für unsere Sünden und die Sünden der ganzen Welt.“
- Bei den kleinen Perlen:

„Durch sein schmerzhaftes Leiden hab Erbarmen mit uns und mit der ganzen Welt.“
- Am Ende dreimal:

„Heiliger Gott, heiliger starker Gott, heiliger unsterblicher Gott, hab Erbarmen mit uns und mit der ganzen Welt.“
Vorher und nachher kann noch gebetet werden:
„O Blut und Wasser, aus dem Herzen Jesu als Quelle der Barmherzigkeit für uns entströmt, Jesus, ich vertraue auf Dich! Barmherziger Jesus, in dem Augenblick Deines Kreuzestodes für uns bete ich Dich an, lobpreise Dich und bitte, umfasse mit Deiner unerschöpflichen Barmherzigkeit die ganze Menschheit, besonders die armen Sünder und die Sterbenden.“